# Exorista longicercus
Exorista longicercus là một loài ruồi trong họ Tachinidae.